# 王凤朝 (1965年)
王凤朝（1965年12月—），男，汉族，四川中江人，中华人民共和国政治人物，现任四川省成都市人民政府市长，第十三届全国人民代表大会四川地区代表。

## 生平
1986年1月加入中国共产党。2010年11月，任四川航空集团有限责任公司副董事长、总经理。2013年12月，任四川航空集团有限责任公司党委书记、董事长。2015年6月，任四川发展（控股）有限责任公司党委书记、董事长，四川金融控股集团有限公司党委书记、董事长。2018年2月24日，当选为第十三届全国人大代表。2019年9月，任四川省人民政府副省长。2020年7月，任成都市委副书记，提名为市长候选人。7月31日，成都市第十七届人大常委会第十九次会议决定王凤朝为成都市人民政府代理市长。9月23日，当选成都市市长。